# 小品集 (アリストテレス)
『小品集』（しょうひんしゅう、羅: Opuscula、英: Minor Works）、または『小論考集』（しょうろんこうしゅう）とは、アリストテレス名義の著作群の1つ。アリストテレスの手によるものではなくペリパトス派（逍遙学派）の後輩たちの作であり偽書であるとする説が有力である。
動物学関連の著作群の後に並べられた残りの自然学関連著作群の内、『問題集』を除く9篇をまとめたものである。

## 構成
以下の9篇から成る。
- 『色について』（希: Περὶ χρωμάτων、羅: De Coloribus、英: On Colors）
- 『聞こえるものについて』（希: Περὶ ακουστῶν、羅: De audibilibus、英: On Things Heard）
- 『人相学』（希: Φυσιογνωμονικά、羅: Physiognomonica、英: Physiognomonics）
- 『植物について』（希: Περὶ φυτῶν、羅: De plantis、英: On Plants）
- 『異聞集』（希: Περὶ θαυμασίων ἀκουσμάτων、羅: De mirabilibus auscultationibus、英: On Marvellous Things Heard）
- 『機械学』（希: Μηχανικά、羅: Mechanica、英: Mechanics）
- 『不可分の線について』（希: Περὶ ἀτόμων γραμμῶν、羅: De Lineis Insecabilibus、英: On Indivisible Lines）
- 『風の方位と名称について』（希: Ἀνέμων θέσεις καὶ προσηγορίαι、羅: Ventorum Situs et Cognomina、英: The Situations and Names of Winds）
- 『メリッソス、クセノパネス、ゴルギアスについて』（希: Περὶ Μελίσσου, Ξενοφάνους καὶ Γοργίου、羅: De Melisso, Xenophane, Gorgia、英: On Melissus, Xenophanes, and Gorgias）

## 日本語訳
- 『アリストテレス全集10』 岩波書店、1969年
- 『新版 アリストテレス全集12 小論考集』岩波書店、2015年